# Centralny Uniwersytet Wenezueli
Centralny Uniwersytet Wenezueli (hiszp.: Universidad Central de Venezuela) – wenezuelska publiczna szkoła wyższa, zlokalizowana w Caracas.

## Historia
Za datę utworzenia uczelni przyjmuje się 22 grudnia 1721, kiedy król Filip V Hiszpański podpisał dekret podnoszący, funkcjonujące od 1696 roku, Seminarium Róży z Limy do rangi uniwersytetu. Uczelnia nosiła wówczas nazwę Królewsko-Papieski Uniwersytet w Caracas (Real y Pontificia de Caracas). Po uzyskaniu niepodległości przez Wenezuelę w 1821 roku, uczelnia uzyskała świecki charakter i zmieniła nazwę na Centralny Uniwersytet Wenezueli. Początkowo uniwersytet miał siedzibę w seminarium Santa Rosa de Lima. Od 1876 roku do 1953 mieścił się w Palacio de las Academias. Od 1953 roku mieści się na terenie kampusu Ciudad Universitaria de Caracas. 

## Struktura organizacyjna
- Wydział Rolnictwa
- Wydział Architektury i Urbanistyki
- Wydział Stomatologii
- Wydział Ekonomii i Nauk Społecznych
- Wydział Pedagogiki i Nauk Humanistycznych
- Wydział Inżynierii
- Wydział Medycyny
- Wydział Farmacji
- Wydział Prawa i Nauk Politycznych
- Wydział Nauk Ścisłych
- Wydział Weterynarii